# Lee Sung-yeol
Dans ce nom coréen, le nom de famille, Lee, précède le nom personnel.
Lee Sung-yeol, (coréen: 이성열; hanja: 李成烈; né le 27 août 1991) communément appelé Sungyeol, est un chanteur et acteur sud-coréen. Il est membre du boys band sud-coréen Infinite formé par Woollim Entertainment. Il est aussi le leader d'Infinite F.

## Biographie
Lee Sungyeol est né à Yongin, Gyeonggi-do en Corée du Sud le 27 août 1991. Sungyeol est gradué de Daekyung University, en musique avec Sungkyu, L, Dongwoo et Hoya faisant partie de son groupe. Il a un frère plus jeune nommé Lee Dae-Yeol.

## Carrière

### Infinite
Sungyeol est intégré dans le boys band Infinite comme chanteur. Il apparaît en tant que membre du groupe avec la sortie de "Come Back Again" pour le mini-album First Invasion en 2010.

## Filmographie
| Année | Titre                   | Rôle                               | Notes         |
| ----- | ----------------------- | ---------------------------------- | ------------- |
| 2011  | While You Were Sleeping | Yoon So-joon                       |               |
| 2013  | Adolescence Medley      | Président du conseil des étudiants | Participation |
| 2013  | Law of the Jungle       | Lui-même                           | Participant   |
| 2014  | Hi! School – Love On    | Hwang Sung-yeol                    |               |
| 2015  | D-Day                   | Ahn Dae-Gil                        |               |

### Sources
- (en) Cet article est partiellement ou en totalité issu de l’article de Wikipédia en anglais intitulé « Lee Sung-yeol » (voir la liste des auteurs).